# توماس لبهرتز
توماس لبهرتز (به انگلیسی: Thomas Lebherz) (زادهٔ ۲۶ ژوئن ۱۹۶۳) شناگر اهل آلمان است.